# Raketenflieger Timmi
Raketenflieger Timmi ist eine Animations-Fernsehserie für Kinder. Die Erstausstrahlung erfolgte am 5. Februar 2014 im Rahmen des Sandmännchens. Die Serie wurde 2016 mit dem Kinderfernsehpreis EMIL ausgezeichnet.

## Inhalt
In der Rahmenhandlung der Serie, die sich am Anfang und Ende jeder Folge wiederholt, spielt der Junge Tim mit einer selbst gebastelten Rakete. Im Hauptteil fliegen Astronaut Timmi und sein Freund Teddynaut Teddy mit dieser Rakete durch das All und besuchen in jeder Folge einen anderen Planeten. Dort helfen sie den Bewohnern und müssen nach kurzem Aufenthalt wieder abreisen.
Charakteristisch für die Serie ist der Ausspruch „Alles superrogerpupsokay an Bord?“, den Tim zum Beginn jeder Episode in das Cockpit seiner Rakete ruft und der von Raketenflieger Timmi mit „Alles superrogerpupsokay an Bord!“ beantwortet wird.

## Episoden
Von Raketenflieger Timmi wurden insgesamt 26 Episoden in zwei Staffeln produziert.

## Produktion
Die Serie ist eine Koproduktion des MDR mit dem RBB und NDR für Unser Sandmännchen. Produziert wurde die Serie von 2012 bis 2013 von der Firma MotionWorks GmbH in Halle. Regie führte Andreas Strozyk, die Musik stammt von Andreas Hoge. Die 26 Folgen von etwa vier Minuten Länge wurden in zwei Staffeln erstmals im Februar 2014 (Staffel 1) beziehungsweise im Februar 2015 (Staffel 2) ausgestrahlt.

## Rezeption
Die Initiative medienbewusst.de bewertete Raketenflieger Timmi als „wunderbare Serie für die jungen Zuschauer“.  Die Jury des Fernsehpreises EMIL lobte die „fabelhafte, sehr einfallsreiche Optik, die dazu anregt, selbst kreativ zu werden“, außerdem beherrsche die Serie „die Kunst, eine kluge Message sympathisch rüberzubringen“.

## Auszeichnungen
- 2016: Kinderfernsehpreis EMIL für die Episode Der Technikplanet[1]